# HD 55151
HD 55151，又名CP-68 591，SAO 249740、HR 2712，是一颗恒星，视星等为6.47，位于銀經279.73，銀緯-23.86，其B1900.0坐标为赤經7h 6m 36.3s，赤緯-68° -23.86′ 42″。